# Region Osten (Nordmazedonien)
Die Region Osten (mazedonisch Источен регион Istočen region, albanisch Rajoni lindor) ist eine der acht statistischen Regionen in der Republik Nordmazedonien.
Sie liegt im östlichen Teil des Landes und grenzt an Bulgarien. Weiters hat sie gemeinsame Grenzen mit den Regionen Vardar, Skopje, Nordosten und Südosten.
Regionen erfüllen in Mazedonien keine verwaltungstechnischen Aufgaben, sondern sind nur für rein statistische Zwecke da. Teilweise bilden sie jedoch historische Regionen, die wirtschaftlich und kulturell miteinander verbunden sind und waren.

## Gliederung
Die Region Osten wird aus den folgenden 13 Opštini gebildet:
1. Berovo
2. Češinovo-Obleševo
3. Delčevo
4. Karbinci
5. Kočani
6. Lozovo
7. Makedonska Kamenica
8. Pehčevo
9. Probištip
10. Štip
11. Sveti Nikole
12. Vinica
13. Zrnovci

## Bevölkerung

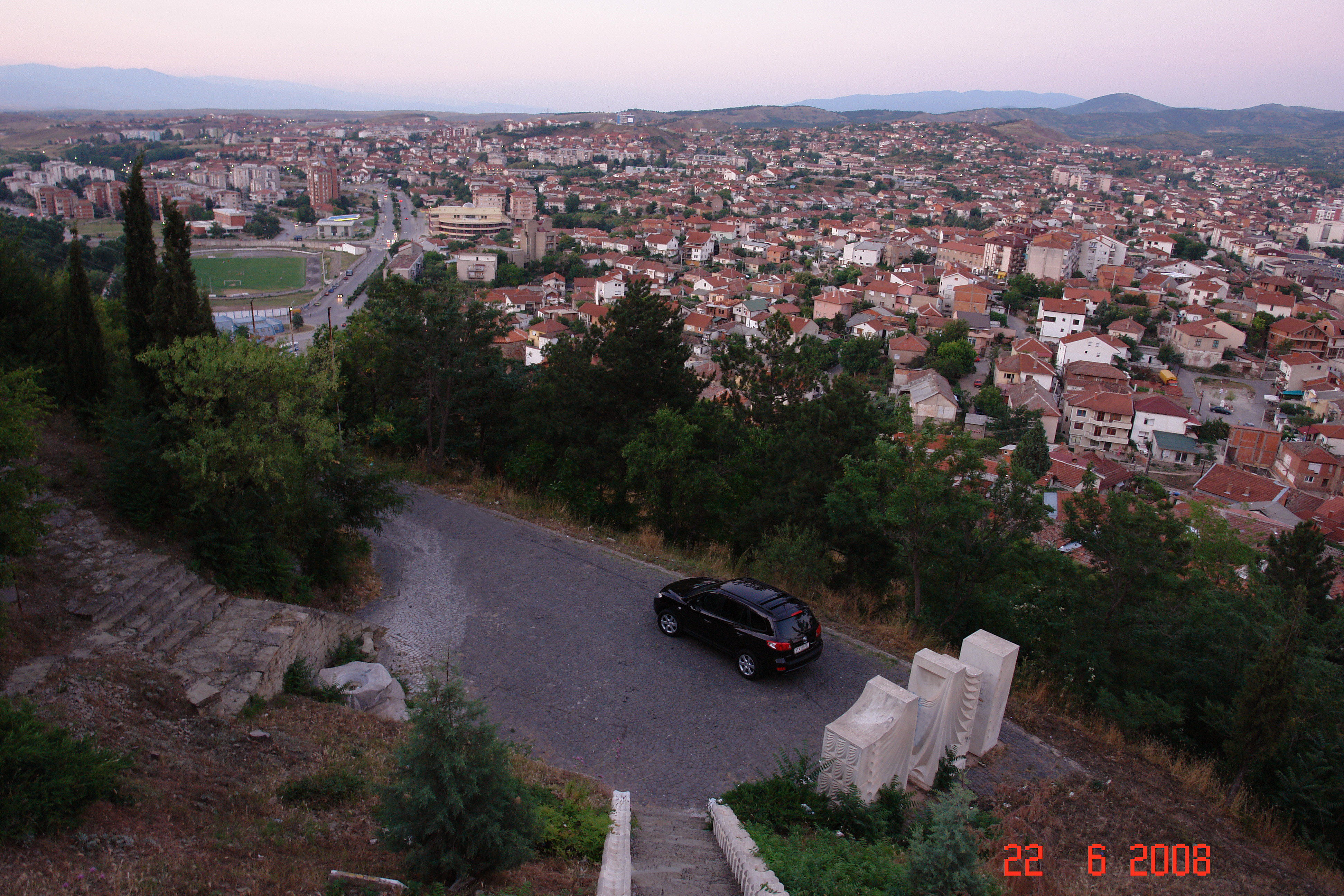
Štip ist eine der größten Städte Ost-Nordmazedoniens und ein wichtiger Standort der Landwirtschaft Nordmazedoniens.

### Einwohnerzahl
Laut der Volkszählung 2002 belief sich die Einwohnerzahl der Region Osten auf 203.213 Personen.
| Jahr | Einwohner | Veränderung |
| ---- | --------- | ----------- |
| 1994 | 201.525   | –           |
| 2002 | 203.213   | +1,94 %     |

### Größte Orte
| Rang | Stadt     | Bevölkerungszahl |
| ---- | --------- | ---------------- |
| 1    | Štip      | 40.016           |
| 2    | Kočani    | 28.330           |
| 3    | Probištip | 16.193           |
| 4    | Delčevo   | 11.500           |